# Saint-Paul-la-Roche
Saint-Paul-la-Roche là một xã, nằm ở tỉnh Dordogne vùng Aquitaine của Pháp. Xã này có diện tích 39,22 km², dân số năm 2007 là 520 người. Xã nằm ở khu vực có độ cao trung bình 268 m trên mực nước biển.

## Hành chính
| Danh sách các xã trưởng                |                  |                      |                  |               |
| Giai đoạn                              | Giai đoạn        | Tên                  | Đảng             | Tư cách       |
| tháng 3 năm 2001                       | tháng 3 năm 2008 | Jean-Michel Gendraud | -                | -             |
| tháng 3 năm 2008                       | đương nhiệm      | Jean-Antoine Bordas  | không chính thức | cán bộ về hưu |
| Tất cả các dữ liệu trước đây không rõ. |                  |                      |                  |               |

## Thông tin nhân khẩu
| Năm    | 1962 | 1968 | 1975 | 1982 | 1990 | 1999 | 2007 |
| ------ | ---- | ---- | ---- | ---- | ---- | ---- | ---- |
| Dân số | 872  | 794  | 616  | 591  | 555  | 551  | 520  |